# Saint-Aubin-du-Perron
Saint-Aubin-du-Perron és un municipi francès situat al departament de la Manche i a la regió de Normandia. L'any 2007 tenia 229 habitants.

## Demografia

### Població
El 2007 la població de fet de Saint-Aubin-du-Perron era de 229 persones. Hi havia 93 famílies de les quals 25 eren unipersonals (17 homes vivint sols i 8 dones vivint soles), 34 parelles sense fills i 34 parelles amb fills.
La població ha evolucionat segons el següent gràfic:
Habitants censats

### Habitatges
El 2007 hi havia 123 habitatges, 98 eren l'habitatge principal de la família, 20 eren segones residències i 5 estaven desocupats. 120 eren cases i 2 eren apartaments. Dels 98 habitatges principals, 78 estaven ocupats pels seus propietaris, 18 estaven llogats i ocupats pels llogaters i 2 estaven cedits a títol gratuït; 4 tenien dues cambres, 18 en tenien tres, 22 en tenien quatre i 54 en tenien cinc o més. 86 habitatges disposaven pel capbaix d'una plaça de pàrquing. A 46 habitatges hi havia un automòbil i a 47 n'hi havia dos o més.

### Piràmide de població
La piràmide de població per edats i sexe el 2009 era:
| Homes | Edats   | Dones |
| ----- | ------- | ----- |
| 0     | 95 o +  | 0     |
| 0     | 90 a 94 | 0     |
| 0     | 85 a 89 | 0     |
| 0     | 80 a 84 | 0     |
| 8     | 75 a 79 | 8     |
| 16    | 70 a 74 | 4     |
| 4     | 65 a 69 | 12    |
| 4     | 60 a 64 | 8     |
| 0     | 55 a 59 | 8     |
| 12    | 50 a 54 | 4     |
| 12    | 45 a 49 | 8     |
| 20    | 40 a 44 | 20    |
| 4     | 35 a 39 | 4     |
| 8     | 30 a 34 | 4     |
| 4     | 25 a 29 | 8     |
| 0     | 20 a 24 | 0     |
| 20    | 15 a 19 | 12    |
| 4     | 10 a 14 | 20    |
| 8     | 5 a 9   | 4     |
| 0     | 0 a 4   | 4     |

## Economia
El 2007 la població en edat de treballar era de 136 persones, 101 eren actives i 35 eren inactives. De les 101 persones actives 98 estaven ocupades (56 homes i 42 dones) i 3 estaven aturades (3 homes). De les 35 persones inactives 12 estaven jubilades, 12 estaven estudiant i 11 estaven classificades com a «altres inactius».

### Ingressos
El 2009 a Saint-Aubin-du-Perron hi havia 98 unitats fiscals que integraven 242 persones, la mediana anual d'ingressos fiscals per persona era de 12.999 €.

### Activitats econòmiques
Dels 3 establiments que hi havia el 2007, 1 era d'una empresa alimentària, 1 d'una empresa immobiliària i 1 d'una empresa classificada com a «altres activitats de serveis».
L'únic servei als particulars que hi havia el 2009 era una perruqueria.
L'únic establiment comercial que hi havia el 2009 era una fleca.
L'any 2000 a Saint-Aubin-du-Perron hi havia 26 explotacions agrícoles que ocupaven un total de 490 hectàrees.

## Poblacions més properes
El següent diagrama mostra les poblacions més properes.